# 동부역
동부역(東部驛)은 철도역에서 철로를 기준으로 동쪽에 위치한 역 건물을 말한다. 보통 본역이 서쪽에 위치하고 있을 때 사용된다.
본역과 동부역은 주로 철도 위를 횡단하는 육교나 지하도로 연결되어 있지만, 철로 위에 선상역사 또는 민자역사가 올려지면서 출구가 동과 서로 나뉜 경우에도 동부역이라는 표현을 사용하기도 한다. 파리시와 하얼빈, 베를린등에는 본역과 별개의 동역이 존재한다.

## 동부역이 있는 역
- 천안역

## 같이 보기
- 서부역
- 남부역
- 북부역